# ハリケーン・オットー
ハリケーン・オットー（Hurricane Otto）は、2016年11月にコスタリカとニカラグアを襲った大型ハリケーンである。
国際名Ottoは、この年限りで引退となった。代わりにOwenという国際名に変更となった。